# Bankekinds församling
Bankekinds församling var en församling i Linköpings stift inom Svenska kyrkan i Linköpings kommun i Östergötlands län. Församlingen uppgick 2009 i Åkerbo församling.
Församlingskyrka var Bankekinds kyrka.

## Administrativ historik
Församlingen har medeltida ursprung under namnet Svinstads församling. Den 1 januari 1904 (enligt beslut den 22 maj 1903) ändrades namnet från Svinstad till Bankekind.
Församlingen uppgick 2009 i Åkerbo församling.
Församlingskoden var 058031.

### Pastorat
- Till 1 maj 1917: Eget pastorat.
- 1 maj 1917 till 1962: Moderförsamling i pastoratet Bankekind och Askeby.
- 1962 till 1978: Moderförsamling i pastoratet Bankekind, Askeby, Örtomta och Vårdsberg.
- 1978 till 2006: Moderförsamling i pastoratet Bankekind, Askeby och Örtomta.
- 2006–2009: Annexförsamling i Åkerbo pastorat.[4]

## Kyrkoherdar
Lista över Bankekinds kyrkoherdar. Prästbostaden Svanshals låg 100 meter från Bankekinds kyrka.
| Ämbetstid | Namn                     | Levnadstid | Kommentar                                      |
| --------- | ------------------------ | ---------- | ---------------------------------------------- |
| 1369–1391 | Joannes                  |            |                                                |
| 1399–1408 | Gudmundus                |            | Curatus.                                       |
| 1517–     | Johannes Henrici         |            | Curatus.                                       |
| 1527–1534 | Nicolaus Matthiae        |            | Curatus.                                       |
| 1542–1554 | Sveno Laurentii          | Död 1554   | Curatus.                                       |
| 1554–1573 | Sveno Amundi             | -1595      | Senare kyrkoherde i Törnevalla församling.     |
| 1573–1587 | Nicolaus Petri Holm      | Död 1587   |                                                |
| 1598–1620 | Torbernus Svenonis       | Död 1620   |                                                |
| 1620–1651 | Ericus Nicolai Hillenius | 1584–1651  | Kyrkoherde och kontraktsprost.                 |
| 1652–1701 | Ericus Ulff              | 1619–1701  | Kyrkoherde och kontraktsprost.                 |
| 1703–1731 | Gunnarus Follenius       | 1664–1731  |                                                |
| 1733–1754 | Elias Ekeroth            | 1682–1754  |                                                |
| 1754–1765 | Samuel Follin            | 1717–1789  | Senare kyrkoherde i Törnevalla församling.     |
| 1767–1772 | Fredrik Thollander       | 1731–1772  |                                                |
| 1774–1787 | Daniel Sjöström          | 1742–1787  |                                                |
| 1787      | Lars Ekmark              |            | Komminister i församlingen och utnämndes 1787. |
| 1789–1830 | Sven Peter Viridén       | 1756–1830  | Kyrkoherde och kontraktsprost.                 |
| 1833–1873 | Per Olof Forselius       | 1801–1873  | Kyrkoherde och kontraktsprost.                 |
| 1875–1885 | Per Svante Landelius     | 1812–1885  |                                                |
| 1889–1911 | Jon Wilhelm Brogren      | 1829–1911  |                                                |
| 1918–     | Gustaf Oskar Lundborg    | 1860–      |                                                |
| 1931–1940 | John Martin Nordlund     | 1893–      | [ 6 ]                                          |

### Komministrar
Lista över komministrar i Bankekinds församling. Prästbostaden Bjärstad låg 300 meter från Bankekinds kyrka. Befattningen drogs in då Per Victor Wahlgren slutade.
| Ämbetstid  | Namn                          | Levnadstid | Kommentar                                                  |
| ---------- | ----------------------------- | ---------- | ---------------------------------------------------------- |
| 1673–1696  | Jonas Bärling                 | 1647–1696  |                                                            |
| 1697–1703  | Sveno Tirslovius              | –1715      | Senare komminister i Törnevalla församling.                |
| 1724–1755  | Petrus Benzonius (Qvindelius) | 1688–1755  |                                                            |
| 1756–1787  | Lars Ekmark                   | 1725–1788  | Utnämndes 1787 till kyrkoherde i församlingen.             |
| 1787–1806  | Sven Engelholm                | 1761–1806  |                                                            |
| 1806–1821  | Hans Jacob Liedberg           | 1763–1834  | Senare kyrkoherde i Björkebergs församling.                |
| 1822–1842  | Claës Christer Viridén        | 1791–1869  | Senare komminister i Brunneby församling.                  |
| 1842–1870  | Sven Fredrik Viridén          | 1801–1870  |                                                            |
| 1870       | Isak Peter Alfred Amnell      |            | Utnämndes 1870. Var komminister i Kvillinge församling.    |
| 1871–      | Jonas Peter Helin             | 1839–      | Senare kyrkoherde i Kullerstads församling.                |
| 1880–1893  | Martin Wetterling             | 1848–1931  | Senare kyrkoherde i Östra Ny församling.                   |
| 1893––1898 | Hugo Ulander                  | 1861–1937  | Senare kyrkoherde i S:t Laurentii församling, Söderköping. |
| 1898–      | Per Victor Wahlgren           | 1864–      |                                                            |

### Huspredikanter
Lista över Huspredikanter på Grävsten.
| Ämbetstid | Namn                   | Levnadstid | Kommentar                                              |
| --------- | ---------------------- | ---------- | ------------------------------------------------------ |
| 1734–1741 | Anders Björling        | 1708-1743  | Senare komminister i Skeda församling.                 |
| 1741–1747 | Magnus Sundelin        | 1715–1766  | Senare hospitalspredikant i Linköpings församling.     |
| 1747      | Jonas Sundelin         | 1721–1805  | Senare kyrkoherde i Östra Stenby församling.           |
| 1755      | Anders Egnell          |            | Senare regementspastor vid Östgöta infanteriregemente. |
| 1760–1766 | Fredrik Thollander     | 1731–1772  | Senare kyrkoherde i församlingen.                      |
| 1770–1773 | Daniel Sjöström        | 1742–1787  | Senare kyrkoherde i församlingen.                      |
| 1816      | Claës Christer Visidén | 1791–1869  | Senare komminister i Brunneby församling.              |

### Lärare
Lista över lärare vid Alreikska skolan i Grävsten. Den 25 maj 1866 bestämdes att om läraren vid skolan var präst, så skulle personen efter ett visst antal tjänsten vid skolan ha företräde till prästtjänsten i församlingen. Efter fem år skulle han ha förtur till komministertjänsten och efter 10 år till kyrkoherdetjänsten. Bestämmelsen drogs in 12 februari 1915.
| Ämbetstid | Namn                   | Levnadstid | Kommentar                                  |
| --------- | ---------------------- | ---------- | ------------------------------------------ |
| 1882–1888 | Jonas Peter Jehrlander | 1848–      | Senare kyrkoherde i Björsäters församling. |

## Klockare och organister
| Ämbetstid | Namn                    | Levnadstid | Kommentar             |
| --------- | ----------------------- | ---------- | --------------------- |
| 1638      | Anders                  |            | Klockare              |
| 1730-1738 | Olof Wenbom             |            | Klockare              |
| 1758      | Anders Sundelius        | –1783      | Organist              |
| 1737–1761 | Lars Andersson Rylander | 1711–1761  | Klockare              |
| 1760–1804 | Johan Engelholm         | 1733–1804  | Organist och klockare |
| 1805–1821 | Carl Törnbom            | 1785–1860  | Organist och klockare |
| 1821–1843 | Carl Henric Julberg     | 1797–1843  | Organist och klockare |
| 1843–1880 | Bror Johan Andersson    | 1820–1908  | Organist och klockare |
| 1881–1884 | Carl Oskar Kinell       | 1858–1884  | Organist och klockare |
| 1885–1920 | Alexander Holm          | 1859–1930  | Organist och klockare |
| 1920–1921 | Enoc Landelius          | 1876–1959  | Organist              |
| 1921–1922 | John Hall               | 1881–1950  | Organist              |
| 1923–1936 | Enoc Landelius          | 1876–1959  | Organist              |
| 1936–1955 | Folke Alsér             | 1905–1969  | Organist              |